# Gramofon
Gramofón je mehanska naprava za analogno reproduciranje posnetega zvoka. Zvočni valovi so zapisani na površini nosilca, imenovanega gramofonska plošča, z utori in brazdami. Ta naprava je bila najbolj razširjena v obdobju od leta 1870 do leta 1980, zaradi visoke kakovosti zvoka (manj šuma) in trpežnosti pa je med ljubitelji glasbe znova postala priljubljena tudi po letu 2000. Prva takšna naprava se je imenovala fonograf in jo je izumil Thomas Edison leta 1877, v 1890. letih pa je Emile Berliner prešel z uporabe valjev na uporabo cenejših in trpežnejših plošč ter skoval današnji izraz. V poznem 19. in zgodnjem 20. stoletju so uporabljali za takšno napravo tudi izraz govoreči stroj (angleško talking machine).